# 3. travnja
3. travnja (3. 4.) 93. je dan godine po gregorijanskom kalendaru (94. u prijestupnoj godini).
Do kraja godine imaju još 272 dana.

## Događaji
- 1860. – Pokrenut je prvi uspješni Pony Express.
- 1882. – Jesse James, razbojnik s američkog Divljeg zapada, upucan je s leđa i ubijen za 5000 dolara nagrade.
- 1922. – Josif Staljin nasljedio Vladimira Lenjina na čelu SSSR-a.
- 1936. – Bruno Hauptmann pogubljen je na električnoj stolici zbog otmice i ubojstva "Lindberghovog djeteta".
- 1948. – Započeo je Marshallov plan koji je financijski potaknuo obnovu Europe nakon II svjetskog rata.
- 1974. – Pri kraju vrlo jake La Niñe 148 tornada izazvalo je Super Outbreak u kojem je u 13 američkih država poginulo 315, a ozlijeđeno 5484 ljudi.
- 1975. – Bobby Fischer odbio je igrati protiv Anatolija Karpova, davši Karpovu šahovski naslov.
- 1986. – IBM je predstavio PC Convertible, prvo prijenosno računalo.
- 1992. – Snažni velikosrpski napad na Osijek: 20 mrtvih, 100 ranjenih.[1]
- 1992. – Južnoafrička Republika priznala Hrvatsku.[1]
- 1992. – Indija je preko svog ministra vanjskih poslova J. P. Khoslama najavila mogućnost da će priznati Hrvatsku.[1]
- 1996. – U zrakoplovnoj nesreći u blizini Dubrovnika poginulo je svih 35 putnika, među njima i američki ministar trgovine Ron Brown.
- 1996. – Uhićen je Theodore Kaczynski, osumnjičeni "Unabomber".

| - 1865. – Menci Klement Crnčić, hrvatski slikar i grafičar († 1930.) - 1876. – Tomáš Baťa, češki industrijalac († 1932.) - 1898. – Michel de Ghelderode, belgijski književnik († 1962.) - 1922. – Doris Day, američka glumica i pjevačica († 2019.) - 1924. – Marlon Brando, američki glumac († 2004.) - 1936. – Rudi Aljinović, hrvatski novinar († 2022.) - 1945. – Gary Sprake, engleski nogometni vratar - 1953. – Pavao Miljavac, hrvatski general i političar († 2022.) - 1961. – Eddie Murphy, američki filmski glumac - 1973. – Dagur Sigurðsson, islandski rukometaš i trener - 1990. – Lovre Kalinić, hrvatski nogometni vratar - 1990. – Dorothea Wierer, talijanska biatlonka - 1996. – Fabián Ruiz, španjolski nogometaš - 1996. – Matija Špikić, hrvatski rukometaš | - 1682. – Bartolomé Esteban Murillo, španjolski slikar (* 1618.) - 1868. – Franz Berwald, švedski skladatelj (* 1786.) - 1897. – Johannes Brahms, njemački skladatelj (* 1833.) - 1991. – Graham Greene, engleski književnik (* 1904.) - 1994. – Jérôme Lejeune, francuski liječnik i genetičar (* 1926.) - 1996. - Ron Brown, američki političar (* 1941.) - Tone Kujundžić, hrvatska pjesnikinja (* 1914.) - 2008. – Hrvoje Ćustić, hrvatski nogometaš (* 1983.) |